# René Gardien
Pour les articles homonymes, voir Gardien.
René Gardien est un footballeur international français né le 10 février 1928 à Chambéry (Savoie) et décédé à Vichy le 1er février 2006.

## Biographie
Il jouait avant centre ou ailier gauche au SO Chambéry, au FC Sochaux, à Lille puis, enfin au RCFC Besançon. Il a été d'une redoutable efficacité : il a marqué 121 buts en championnat professionnel de football. 
Son humanisme et son humour ont laissé une trace inoubliable à l'EDS Montluçon. 
Les souvenirs d'avant match, alors qu'il récite allègrement … tous les noms de nouveaux ministres en les émaillant de jeux de mots montrent comment il est possible de mémoriser et de détendre les joueurs avant une rencontre.

## Carrière de joueur
- 1947-1959 : FC Sochaux
- 1959-1960 : Lille OSC (en Division 2)
- 1960-1961 : RCFC Besançon (en Division 2)[1]

## Carrière d'entraîneur
- 1962-1969 : SA Thiers
- 1969-1970 : FC Grenoble
- 1970-1973 : Lille OSC
- 1974-1983 : EDS Montluçon
- janvier 1989-1990 : Clermont FC

## Palmarès
- International A en 1953 (2 sélections et 2 buts marqués)
- Finaliste de la Coupe de France  1959 (avec le FC Sochaux)
- 121 buts marqués en Division 1 et 27 buts marqués en Division 2.